# Судно-репліка
Судно-репліка — копія конкретного судна, яке колись існувало, або типового судна певного історичного періоду. Метою будівництва судна-репліки можуть бути: історичне дослідження суднобудування, вивчення культури часу, до якого відносилося судно-оригінал, створення корабля-музею, використання у розважальних цілях, використання в кінематографі та ін.
Термін «судно -репліка» у даному контексті не відноситься до масштабних моделей.
Термін «корабель-музей» відноситься до судна-репліки у разі розміщення на нім музейній експозиції, або коли судно-репліка само по собі є предметом музейної експозиції.

## Функціональні суда-репліки (на плаву)
| Назва судна             | Тип                   | Рік створення          | Зрбраження | Примітки | Орігинал                                                         | Рік створення, історія служби |
| ----------------------- | --------------------- | ---------------------- | ---------- | --- | ---------------------------------------------------------------- | --- |
| Bluenose II             | Шхуна                 | 1963 Канада            |            | Репліку було побудовано на замовлення Оланда Бревері, як приватну яхту і як маркетинговий крок у просуванні марки пива, яке випускалося його заводом. В 1971 році було продано уряду Нової Шотландії за $1. | Bluenose                                                         | 1921—1946 Канадська риболовна шхуна і одночасно переможець безлічі гоночних змагань. Стала провінційною іконою Нової Шотландії і важливим символом Канади 1930-х років. Разбилася на рифах у 1946 році. |
| Bounty                  |                       | 1960 2012 США          |            | Судно було побудовано для фільму «Заколот на „Баунті“». Судно затонуло біля узбережжя Північної Кароліни під час урагану «Сенді» 29 жовтня 2012 року, 14 з 16 членів екіпажу пощастило врятуватись, при цьому загинула Клавдія Кристіан, яка була прапрапрапрапраонучкою Флетчера Кристіана — помічника капітана корабля-оригінала HMS Bounty. | HMS Bounty                                                       | 1787—1790 Корабель, на якому під час експедиції за хлібними деревами у Тихому океані 28 квітня 1789 року стався заколот, що став головною темою кількох вистав, книг і віршів. |
| Івлія                   | Бірема                | 1989 СРСР 1997 Україна |            | Побудовано на Судноверфі № 1 ВМФ СРСР (Сочі). Стартувавши з Одеси в 1989 р., за шість експедиційних сезонів корабель здолав понад 3000 морських миль навколо Європи і закінчив плавання у Парижі. | Зображення на вазах, барельєфи, письмові і археологічні джерела. | Старогрецька дієра (бірема) VII століття до н. е. — гребний корабель з двома ярусами весел. |
| Індевор                 | Барк                  | 1994 Австралія         |            | Судно будувалося за ініціативою траста, що управлявся Австралійським національним морським музеєм. Репліка будувалася традиційними для часу оригіналу методами і з використанням, наскільки це було можливо, традиційних матеріалів. Після будівництва репліка пройшла маршрут оригіналу, а в період 1996—1999 років здійснила навколосвітнє плавання. Судно знялося у фільмі «Володар морів» | Індевор                                                          | Австралія 1764—1775 Корабель, на якому здійснив свою першу експедицію капітан Джеймс Кук. |
| Enterprize              | Шхуна                 | 1997 Австралія         |            | Репліку побудовано з метою ознайомлення з досвідом ходіння під вітрилами XIX століття і вивчення історії міста Мельбурн. Репліка будувалася 6 років за технологіями суднобудування XIX століття. Вітрильне озброєння також традиційне для того часу. Вартість репліки склала $2,5 млн. Це перше комерційне судно з прямим вітрильним озброєнням, побудоване в Мельбурні за 120 років. | Enterprize                                                       | Австралія, 1829—1847 Судно відоме тим, що, будучи купленим в 1835 році Джоном Фокнером, вирушило до берегів Австралії, і колоністи, дійшовши на цьому судні до місця призначення, заснували місто Мельбурн. |
| Дейфкен нід. De Duyfken | Барк                  | 1999 Австралія         |            | В 1993 році, автор і організатор проекту «Дейфкен» Майкл Дж. Кейліс (англ. Michael G. Kailis), історик Майкл Янг (англ. Michael Young) і голова Фонду «Дейфкен» Чарлі Велкер (англ. Charlie Welker) розпочали кампанію по збору коштів для спорудження репліки барка Голландської Ост-індської компанії Дейфкен, 1595 року. Було зібрано біля $3,7 млн доларів і до 2000 року було закінчено спорудження судна. Дотримуючись історичної достовірності, при будові були дотримані матеріали і технології, ідентичні епохи Республіки Сполучених провінцій. Саме на такому судні, в 1606 році Віллем Янсзон став першим з європейців, хто досяг материка Австралія і наніс на карту частину цього узбережжя. | Дейфкен нід. De Duyfken                                          | Фрімантл, Австралія. З 08.04.2000 року і по теперішній час знаходиться на плаву і бере участь у різного роду експедиціях. |
| Götheborg               | Ост-Індський корабель | 2003 Швеція            |            | Судно будувалося з червня 1995 по липень 2003 року. Вартість склала 30 млн доларів. | Götheborg                                                        | Швеція, 1745 Один з біля 40 кораблів Шведської Ост-Індської компанії. |
| Hector                  | Флейт                 | 2000 Канада            |            | | Hector                                                           | до 1750 Судно відоме тим, що в 1773 році доставило перших шотландських переселенців до Нової Шотландії. |
| Nao Victoria            | Карака                | 1992 Японія            |            | | Вікторія                                                         | [[Файл:Шаблон:Прапор Королевство Кастилія і Леон\|20x13px\|Королевство Кастилія і Леон]] 1519—1522 Перший корабель в історії, що обійшов земну кулю довкола. Єдиний з п'яти кораблів, що повернувся з навколосвітнього плавания Фернана Магеллана.                                                                                          |
| Нінья                   | Каравела              | 1991 США               |            | При будівництво репліки використовувалися технології XV століття, при цьому користувалися тільки скреблами, сокирами, ручними пилкамми і долотами. Судно брало участь у зйомках фільму «1492: Завоювання раю» | Санта-Клара                                                      | [[Файл:Шаблон:Прапор Королевство Кастилія і Леон\|20x13px\|Королевство Кастилія і Леон]] 1475—1501 Один из трьох кораблів, на яких Христофор Колумб відплив у свою першу океанську експедицію і в 1492 році відкрив Америку. |
| Princess Taiping        | Джонка                | 2008 Тайвань 2009      |            | 25 квітня 2009 року затонула поблизу о. Тайвань за день до закінчення рекордного переходу завдовжки в 14 тис. миль (через Тихий океан і назад) після зіткнення з вантажним судном. Члени екіпажа були врятовані. |                                                                  | Військовий корабель часів династії Мін, Китай. |
| La Recouvrance          | Шхуна                 | 1990 Франція           |            | Репліку було побудовано за планом шхуни Iris. Будівництвом займалася організація Goelette la Recouvrance, до роботи були залучені як волонтери, так і професійні робітники. Судно регулярно здійснює рейси біля Бреста, приймаючи на борт до 25 пасажирів вдень і до 12 — на рейси з ночівлею. | Iris                                                             | [[Файл:Шаблон:Прапор Королевство Франція\|20x13px\|Королевство Франція]] Франція 1817 Iris — шхуна, спроектована в 1817 році, одна з п'яти однотипних шхун, що використовувалися на початку XIX століття як кур'єри між кораблями ВМС. Крім того, ці кораблі виконували роль конвоя для торгових суден, що ходили в Африку і Західну Індію. |
| Штандарт                | Фрегат                | 1999 Росія             |            | Планування «Штандарту» припускає розділення корабля на дві зони: історичну і сучасну — вище за гарматну палубу історична достовірність була збережена: штурвал і рульовий пристрій, усе декоративне убрання, усі щогли, шпилі, гармати, трапи і люки було зроблено з максимально можливим наближенням до історичних. | Штандарт                                                         | Російська імперія, 1703—1730 «Штандарт» — перший корабель Балтійського флоту, був закладений за указом Петра I і наказом губернатора О. Д. Меншикова 24 квітня 1703 року на Олонецкой верфі. |
| Гото Предестинація      | Лінейний корабель     | 2014 Росія             |            | Побудована в 2014 році на Павловському ССРЗ. | Гото Предестинація                                               | Російська імперія, 1698—1712 «Гото Предестинація» — перший російський лінейний корабель. Закладено в 1698 році за указом Петра I для Азовського флоту на Воронезькій верфі. |

## Суда-репліки— кораблі-музеї
| Назва судна | Тип             | Рік побудови   | Зображення | Примітки | Оригінал   | Рік побудови, історія служби |
| ----------- | --------------- | -------------- | ---------- | --- | ---------- | --- |
| Real        | Галера          | 1971 Іспанія   |            | Репліку встановлено у Морському музеї Барселони. Відтворено до 400-річної річниці битви при Лепанто, спущено на воду, згодом поставлено до експозиції музею. | Real       | Іспанія, 1506-1568— Флагман флоту Священної ліги в битві при Лепанто. |
| Бандирма    | Вантажне судно  | 2001 Туреччина |            | Репліку побудовано на замовлення адміністрації провінції Самсун, Туреччина. Корабель-музей.                                                                  | Бандирма   | Османська імперія, 1878—1925 Судно уславилось тим, що в 1919 році воно доставило Ататюрка в Самсун, що стало початком турецької революції. В 1925 році — здано на злам.                                                                       |
| Ictineo I   | Підводний човен | н/д Іспанія    |            | Репліку встановлено в Морському музеї Барселони. | Ictineo I  | Іспанія, 1785, 1859—1862 Перший підводний човен конструкції Нарсиса Монтуріоля-і-Естарріоля з двигуном внутрішнього згоряння і перша цілкомфункціональна субмарина, що не зазнала аварій під час плавання. Човен занурювався на глибину 20 м. |
| Ictineo II  | Підводний човен | 1992 Іспанія   |            | Репліку встановлено у Морському музеї Барселони. | Ictineo II | Іспанія, 1785, 1865—1867 Другий підводний човен конструкції Нарсиса Монтуріоля-і-Астарріола. Човен занурювався на глибину 30 м. |